# در جستجوی تفریحات شهری
در جستجوی تفریحات شهری (به انگلیسی: On the Town) یک فیلم موزیکال به کارگردانی جین کلی و استنلی دانن است که در سال ۱۹۴۹ منتشر شد. موسیقی این فیلم که اقتباسی از یک نمایشِ موزیکال در تئاتر برادوی است، توسط لئونارد برنستاین و راجر ایدنس نوشته شده است. جالب آنکه، خود آن نمایشنامه موزیکال نیز اقتباسی از یک باله اثر جروم رابینز بود که در سال ۱۹۴۴ به روی صحنه رفت. برخی از ترانه‌های این فیلم بعدها محبوبیت زیادی در میان عامه پیدا کردند؛ از جمله ترانهٔ مشهور «نیویورک، نیویورک» با اجرایِ فرانک سیناترا.

## بازیگران
- جین کلی
- فرانک سیناترا
- ان میلر
- بتی گرت
- فلورنس بیتس
- آلیس پیرس
- ورا-الن
- بیا بنادرت
- فرانک هاگنی
- لستر دُر
- تام دوگِـن